# Crocidura macarthuri
Crocidura macarthuri är en däggdjursart som beskrevs av St. Leger 1934. Crocidura macarthuri ingår i släktet Crocidura och familjen näbbmöss. IUCN kategoriserar arten globalt som livskraftig. Inga underarter finns listade i Catalogue of Life.
Denna näbbmus förekommer i nordöstra Afrika i Somalia och Kenya. Den lever i kulliga områden ungefär vid 800 meter över havet. Arten vistas i savanner med akacior som dominerande växter.